# 黒い眼のオペラ
『黒い眼のオペラ』（くろいめのおぺら、原題：黒眼圏、英: I Don't Want to Sleep Alone）は、2006年に製作された台湾・マレーシア・フランス・オーストリアの映画。蔡明亮（ツァイ・ミンリャン）監督。
第63回ヴェネツィア国際映画祭、コンペティション部門出品作品。
2006年11月26日、第7回東京フィルメックスのクロージング作品として上映された。

## キャスト
- シャオカン/寝たきりの青年：李康生（リー・カンション）
- シャンチー：チェン・シャンチー
- ラワン：ノーマ・アトン
- パーリー・チュア